# Siemens-Schuckert D.IV
Siemens-Schuckert D.IV là một mẫu máy bay tiêm kích của Đế quốc Đức, do Siemens-Schuckert (SSW) thiết kế chế tạo vào cuối Chiến tranh thế giới I.

## Quốc gia sử dụng
German Empire
- Luftstreitkräfte
- Kaiserliche Marine

## Tính năng kỹ chiến thuật (D.IV)
Dữ liệu lấy từ German Aircraft of the First World War 
Đặc điểm tổng quát
- Kíp lái: 1
- Chiều dài: 5,7 m (18 ft 8½ in)
- Sải cánh: 8,35 m (27 ft 7⅞ in)
- Chiều cao: 2,72 m (8 ft 11 in)
- Diện tích cánh: 15,1 m² (163 ft²)
- Trọng lượng rỗng: 540 kg (1.190 lb)
- Trọng lượng có tải: 735 kg (1.620 lb)
- Động cơ: 1 × Siemens-Halske Sh.III, 118 kW (160 PS)

 Hiệu suất bay 
- Vận tốc cực đại: 190 km/h (103 knot, 119 mph)
- Trần bay: 8.000 m (26.200 ft)
- Tải trên cánh: 48,7 kg/m² (9,94 lb/ft²)
- Công suất/trọng lượng: 0,16 kW/kg (0,099 PS/lb)
- Thời gian bay: 2 h
- Lên độ cao 1.000 m (3.300 ft): 1,9 phút
- Lên độ cao 6.000 m (19.700 ft): 15,5 phút

Trang bị vũ khí

- 2 × súng máy LMG 08/15 7,92 mm (0.31 in)